# Parafia św. Jakuba Apostoła w Butrynach
Parafia świętego Jakuba Apostoła w Butrynach – parafia rzymskokatolicka znajdująca się w archidiecezji warmińskiej, w Dekanacie Olsztynek.